# Albrecht (pivo)
Albrecht je značka piva vařeného v Zámeckém pivovaru Frýdlant, jenž má svůj závod ve Frýdlantě, městě v Libereckém kraji na severu České republiky. V nabídce jsou vedle ležáků, tedy spodně kvašených piv, také Ale (tj. svrchně kvašená piva) a Weizen, což jsou svrchně kvašená pšeničná piva. Vedle toho pivovar při zvláštních příležitostech vaří též sezónní piva.

## Druhy piv
- Albrecht 11° (světlý ležák, nefiltrovaný)[3]
- Albrecht 12° (světlý ležák, nefiltrovaný)[3]
- Albrecht Pale Ale (světlý svrchně kvašený ležák, nefiltrovaný)[4]
- Albrecht IPA (světlé svrchně kvašené speciální pivo, nefiltrované)[4]
- Albrecht Weizen (světlý svrchně kvašený pšeničný ležák, nefiltrovaný)[5]